# 鲁道夫·马库斯
鲁道夫·“鲁迪”·阿瑟·马库斯（英語：Rudolph "Rudy" Arthur Marcus，1923年7月21日—），加拿大化学家，1992年诺贝尔化学奖获得者。

## 生平
生于加拿大蒙特利尔。1943年取得麦吉尔大学理学学士学位。1946年取得麦吉尔大学博士学位。1958年成为归化美国公民。目前是加州理工学院的教授。

## 贡献
- 马库斯理论
- 外层单电子转移